# (9518) Robbynaish
(9518) Robbynaish (1978 GA) – planetoida z pasa głównego asteroid okrążająca Słońce w ciągu 3,64 lat w średniej odległości 2,36 j.a. Odkryta 7 kwietnia 1978 roku.